# Route départementale 512 (Isère)
Pour les articles homonymes, voir Route départementale 512.
La route départementale 512 est une route de France située en Isère.
Elle relie le village de Saint-Pierre-d'Entremont à la ville de Grenoble.

## Historique
À la suite de la réforme de 1972, la route nationale 512 a été déclassée en RD 512 sur cette section.